# 吉勒姆 (阿肯色州)
吉勒姆（英語：Gillham）是一個位於美國阿肯色州塞維爾縣的城鎮。

## 地理
吉勒姆的座標為34°10′12″N 94°18′56″W / 34.17000°N 94.31556°W，而該地的平均海拔高度為231米（即758英尺）。

## 人口
根據2020年美國人口普查的數據，吉勒姆的面積為2.42平方千米，當中陸地面積為2.38平方千米，而水域面積為0.04平方千米。當地共有人口157人，而人口密度為每平方千米64人。